# Campionato europeo femminile di pallacanestro Under-16 Division C 2008
Il Campionato europeo femminile di pallacanestro Under-16 2008 di Division C (noto anche come FIBA U16 Women's European Championship Division C 2008) si è svolto nel Principato di Monaco.

## Squadre partecipanti
- Albania
- Gibilterra
- Islanda

- Malta
- Monaco
- Scozia

## Prima Fase

### Gruppo A
| Pos | Squadra | G | V | P | PF  | PS  | DP  | Pt |
| --- | ------- | - | - | - | --- | --- | --- | -- |
| 1   | Scozia  | 2 | 2 | 0 | 145 | 84  | +61 | 4  |
| 2   | Malta   | 2 | 1 | 1 | 116 | 112 | +4  | 3  |
| 3   | Monaco  | 2 | 0 | 2 | 60  | 125 | −65 | 2  |

| Monaco 14 luglio 2008 | Scozia | 76 – 60 | Malta |  |

| Monaco 15 luglio 2008 | Malta | 56 – 36 | Monaco |  |

| Monaco 16 luglio 2008 | Monaco | 24 – 69 | Scozia |  |

### Gruppo B
| Pos | Squadra    | G | V | P | PF  | PS  | DP   | Pt |
| --- | ---------- | - | - | - | --- | --- | ---- | -- |
| 1   | Islanda    | 2 | 2 | 0 | 179 | 73  | +106 | 4  |
| 2   | Albania    | 2 | 1 | 1 | 135 | 109 | +26  | 3  |
| 3   | Gibilterra | 2 | 0 | 2 | 62  | 194 | −132 | 2  |

| Monaco 14 luglio 2008 | Albania | 86 – 38 | Gibilterra |  |

| Monaco 15 luglio 2008 | Gibilterra | 24 – 108 | Islanda |  |

| Monaco 16 luglio 2008 | Islanda | 71 – 49 | Albania |  |

## Seconda Fase

### Quarti di Finale
| Monaco 17 luglio 2008 | Malta | 54 – 33 | Gibilterra |  |

| Monaco 17 luglio 2008 | Albania | 63 – 37 | Monaco |  |

### Semifinali
| Monaco 18 luglio 2008 | Scozia | 57 – 59 | Albania |  |

| Monaco 18 luglio 2008 | Islanda | 85 – 33 | Malta |  |

### Finali
- 5º - 6º posto

| Monaco 19 luglio 2008 | Gibilterra | 46 – 53 | Monaco |  |

- 3º - 4º posto

| Monaco 19 luglio 2008 | Scozia | 68 – 49 | Malta |  |

- 1º - 2º posto

| Monaco 19 luglio 2008 | Albania | 41 – 74 | Islanda |  |

## Classifica finale
| Pos     | Team       |  |
| ------- | ---------- |  |
| Oro     | Islanda    |  |
| Argento | Albania    |  |
| Bronzo  | Scozia     |  |
| 4.      | Malta      |  |
| 5.      | Monaco     |  |
| 6.      | Gibilterra |  |